# Lepidochrysops lilacina
Lepidochrysops lilacina är en fjärilsart som beskrevs av Ungemach 1932. Lepidochrysops lilacina ingår i släktet Lepidochrysops och familjen juvelvingar. Inga underarter finns listade i Catalogue of Life.